# Sam de Wolff
Salomon (Sam) de Wolff (Sneek, 13 augustus 1878 - Amsterdam, 24 november 1960) was een econoom, politicus en zionist.

## Levensloop
Hij was een zoon van Abraham de Wolff en Goudje de Vries, eigenaren van een manufacturenhandel. Hij groeide op in een monumentaal pand aan de noordkant van het Schaapmarktplein in Sneek, volgde het gymnasium in Sneek van 1891 tot 1897 en studeerde daarna medicijnen aan de Universiteit van Amsterdam, maar maakte deze niet af. In plaats hiervan werd hij lid van de Sociaal-Democratische Arbeiderspartij en leidde hij in 1907 een accountantskantoor te Amsterdam. In 1910 huwde hij Sara Veldman en samen kregen ze een zoon. In 1921 was hij voor drie weken gemeenteraadslid in Amsterdam, maar voornamelijk publiceerde De Wolff bijdragen in het partijorgaan Het Weekblad en na de opheffing daarvan in 1919 het maandblad De Socialistische Gids. Na Sara's dood (11 december 1941), belandde De Wolff in 1943 in Kamp Westerbork, waar hij doorgestuurd werd naar het concentratiekamp Bergen-Belsen. Omdat hij echter als zionist een zogenaamde "Palestinacertificaat" had (immigratievergunning voor het Mandaatgebied Palestina), werd hij niet vermoord, maar uitgewisseld tegen Duitse krijgsgevangenen in Palestina. Op 10 juli 1944 kwam hij in Haifa aan waar hij tot de zomer van 1945 docent in de conjunctuurleer aan de High School for Law and Economies in Tel Aviv was, maar na de Tweede Wereldoorlog keerde hij weer terug naar Nederland. Op 31 januari 1946 trouwde De Wolff met de verpleegkundige Anna Maria Gruntjes. Het stel kreeg geen kinderen.
De Wolff was een overtuigd socialist. Hij publiceerde talrijke en verscheidene artikelen. Hij was een van de oprichters van 'Poale Zion' (zionistische socialisten).

## Publicaties
- Het economisch getij. Bijdrage tot de verklaring van het conjunctuurverschijnsel (Amsterdam, 1929).
- De huidige conjunctuur (Amsterdam, 1930);
- De crisis (Amsterdam, [1932]);
- Het heldenleven en de levende leer van Karl Marx (Amsterdam, 1933);
- Geschiedenis der joden in Nederland. Laatste bedrijf (Amsterdam, 1946);
- Voor het land van belofte. Een terugblik op mijn leven (Bussum, 1954).

## Externe bron
- A.A.de Jonge, 'Wolff, Salomon de (1878-1960)', in Biografisch Woordenboek van Nederland.
- Salomon de Wolff op historici.nl
- Sam de Wolff op website Joods Historisch Museum

- Biografisch Portaal: 27656507
- Digitale Bibliotheek voor de Nederlandse Letteren: wolf134
- Gemeinsame Normdatei: 170328821
- International Standard Name Identifier: 0000 0003 5648 7236
- Library of Congress Control Number: no2012141102
- Nationale bibliotheek van Australië: 50824827
- Nederlandse Thesaurus van Auteursnamen: 070720517
- Trove: 1526416
- Virtual International Authority File: 189433373
- WorldCat: E39PBJgmQtWyJ8HcmfcKH3k4bd